# Autorità per i media audiovisivi
L'Autorità per i media audiovisivi (in albanese Autoriteti i Mediave Audiovizive) o AMA è un'agenzia statale del governo albanese che gestisce le licenze e regola il settore dei media radiotelevisivi e delle telecomunicazioni in Albania.
Istituita nel 2007, le sue funzioni sono regolate dalla legge n° 97 del 2013 Sul funzionamento dei media audiovisivi della Repubblica d'Albania